# 奇姆基足球會
奇姆基足球會（FC Khimki）是一支位於俄羅斯希姆基的職業足球會，目前於俄羅斯足球超級聯賽角逐。

## 外部連結
- Official website （页面存档备份，存于） （俄文）
- History （页面存档备份，存于） at KLISF
- The official fan club （页面存档备份，存于） （俄文）